# Gyraulus acronicus
Gyraulus acronicus – gatunek słodkowodnego ślimaka nasadoocznego z rodziny zatoczkowatych (Planorbidae).

## Występowanie
Zasięg występowania tego gatunku obejmuje część Europy i Azji. W Europie rozciąga się od południowej Anglii przez Skandynawię i Europę Środkową po Włochy, Albanię, Rumunię i Ukrainę. W Azji obejmuje Syberię. W Polsce jest gatunkiem bardzo rzadko spotykanym, występującym w Wielkopolsce i w północnej części kraju; prawdopodobnie jest reliktem glacjalnym.
Zasiedla jeziora i stawy, a także wolno płynące rzeki. Czasami spotykany jest w małych zbiornikach. Występuje wśród roślin wodnych na podłożu żwirowym lub kamiennym.

## Budowa
Muszla łatwa do pomylenia z muszlami innych gatunków rodzaju Gyraulus, żółtawa do rogowo brązowej, drobno i regularnie prążkowana, bez połysku, z 4–5 wypukłymi skrętami z głębokim szwem. Wymiary muszli 1–1,5 × 5–7 mm. Odróżnienie podobnych gatunków jest możliwe tylko w oparciu o cechy budowy anatomicznej męskich części układu rozrodczego.

## Biologia
Biologia tego gatunku jest słabo poznana.

## Zagrożenia i ochrona
W Europie Środkowej jest gatunkiem zagrożonym wyginięciem z powodu utraty siedlisk, zanieczyszczenia i eutrofizacji wód oraz niszczenie roślinności oczeretowej w jeziorach. W Polsce nie jest objęty ochroną prawną. Jest jednym z najrzadszych i najbardziej zagrożonych wyginięciem zatoczkowatych, wpisanym do Polskiej Czerwonej Księgi Zwierząt w kategorii EN (gatunek zagrożony).